# Líbia
A Líbia (em árabe: ليبيا; romaniz.: Lībiyā, pronunciado: [ˈliːb(i)jæ] (escutarⓘ), pronunciado em árabe líbio: [ˈliːbjæ]; em berbere: ) é um país na região do Magrebe, no Norte da África, banhada pelo mar Mediterrâneo ao norte. O país tem fronteiras com o Egito a leste, com o Sudão a sudeste, com o Chade e o Níger ao sul e com a Argélia e a Tunísia ao oeste. As três partes tradicionais do país são a Tripolitânia, a Fazânia e a Cirenaica. Com uma área de quase 1,8 milhões de quilômetros quadrados, a Líbia é o 17.º maior país do mundo.
A maior cidade e capital, Trípoli, é o lar de 1,7 milhão dos 6,4 milhões de habitantes da Líbia. Em 2012 o país tinha o segundo melhor índice de desenvolvimento humano (IDH) da África e o quinto maior produto interno bruto (PIB) (em paridade do poder de compra) per capita do continente (em 2009), atrás da Guiné Equatorial, de Seicheles, do Gabão e do Botsuana. A Líbia tem as décimas maiores reservas comprovadas de petróleo do mundo e a 17.ª maior produção petrolífera.
Em 2011, após uma guerra civil e uma intervenção militar internacional liderada pela Organização do Tratado do Atlântico Norte (OTAN), houve o derrube e a morte do ex-líder do país, Muamar Gadafi, e o colapso de seu governo de mais de quatro décadas de duração. Como resultado, a Líbia está passando por um processo de reconstrução política e é regida sob uma constituição provisória elaborada pelo Conselho Nacional de Transição (CNT). Eleições para o Congresso Geral Nacional foram realizadas em 7 de julho de 2012 e o CNT entregou o poder à assembleia recém-eleita em 8 de agosto. A assembleia nacional tem a responsabilidade de formar uma assembleia constituinte para redigir uma constituição permanente para a Líbia, que será, então, submetida a um referendo.

## História

### Antiguidade

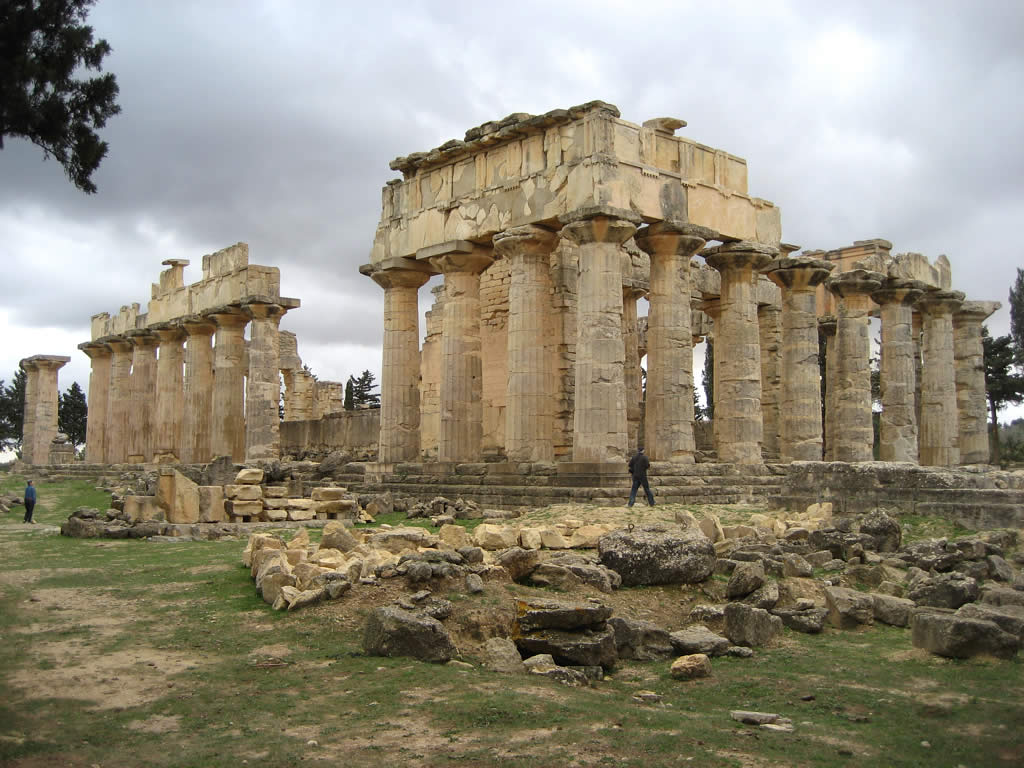
Templo de Zeus na antiga colônia grega de Cirene

Antigo assentamento de povos tão díspares quanto os fenícios, os romanos e os turcos, a Líbia recebeu seu nome dos colonos gregos, no século II a.C.
Durante grande parte de sua história, a Líbia foi povoada por árabes e nômades berberes, e somente na costa e nos oásis estabeleceram-se colônias. Fenícios e gregos chegaram ao país no século VII a.C. e estabeleceram colônias e cidades. Os fenícios fixaram-se na Tripolitânia e os gregos na Cirenaica. Os cartagineses, herdeiros das colônias fenícias, fundaram na Tripolitânia uma província, e no século I a.C. o Império Romano se impôs em toda a região, deixando monumentos admiráveis (Léptis Magna).
A Líbia permaneceu sob domínio romano - organizada nas províncias de Tripolitânia e Cirenaica - até ser conquistada pelos vândalos em 455 d.C. e só foi reconquistada pelo Império Bizantino, continuador do romano, em 533-534.

### Domínio islâmico e otomano

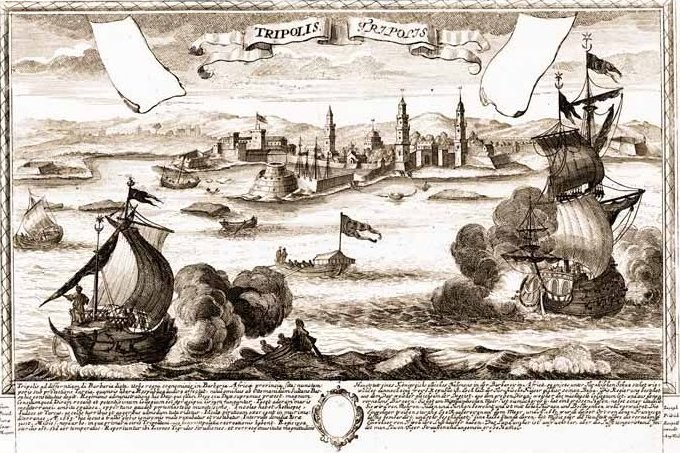
O cerco de Trípoli pelos otomanos em 1551

Durante pouco mais de três séculos, o Califado Almóada manteve o domínio sobre a região tripolitana, enquanto a Cirenaica esteve sob o controle egípcio.
Em 1551, Solimão I, o Magnífico, incorporou a região ao Império Otomano, estabelecendo o poder central em Trípoli. A autoridade turca, entretanto, mal passava da região para além da costa.
Dois séculos mais tarde, o reinado da dinastia Karamanli, que dominou Trípoli durante 120 anos, contribuiu para assentar mais solidamente as regiões de Fezã, Cirenaica e Tripolitânia, e conquistou maior autonomia, sendo apenas nominalmente pertencente ao Império Otomano, a região servia de base para corsários, o que motivou intervenção norte-americana, a primeira Guerra Berbere ocorreu entre 1801 e 1805.
Em 1835, o Império Otomano restabeleceu o controle sobre a Líbia, embora a confraria muçulmana dos sanusis tenha conseguido, em meados do século, dominar os territórios da Cirenaica e de Fezã (interior do país).

### Domínio italiano

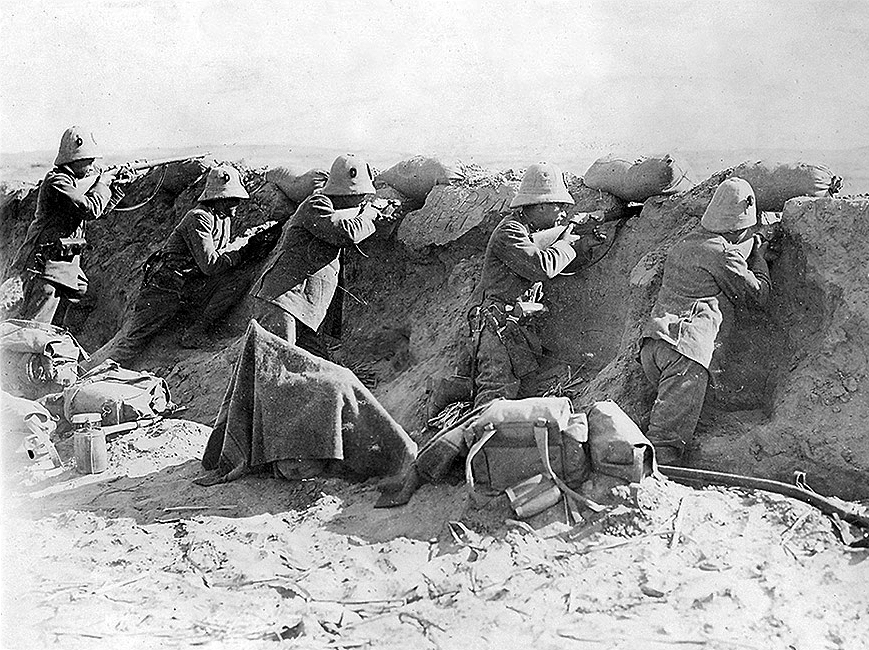
Soldados italianos enfrentando forças otomanas em Trípoli durante a Guerra ítalo-turca

Em 1911, sob o pretexto de defender seus colonos estabelecidos na Tripolitânia, a Itália declarou guerra ao Império Otomano e invadiu o país, fato que iniciou a Guerra Ítalo-Turca. A seita puritana islâmica dos sanusis liderou a resistência, dificultando a penetração do Exército italiano no interior. A Turquia renunciou a seus direitos sobre a Líbia em favor da Itália no Tratado de Lausana ou Tratado de Ouchy (1912). Em 1914 todo o país estava ocupado pelos italianos que, no entanto, como os turcos antes deles, nunca conseguiram afirmar sua autoridade plena sobre as tribos sanussis do interior do deserto.
Durante a Primeira Guerra Mundial, os líbios recuperaram o controle de quase todo o território, à exceção de alguns portos. Terminada a guerra, os italianos empreenderam a reconquista do país. A resistência líbia à colonização italiana, liderada por Omar Mukhtar, foi esmagada em 1932, após anos de repressão. A guerra provocou a morte em massa dos povos indígenas da Cirenaica, num total de 225.000 pessoas. Os crimes de guerra italianos incluíram a utilização de armas químicas, a execução de combatentes rendidos e o massacre de civis. As autoridades italianas expulsaram à força 100.000 beduínos da Cirenaica das suas colónias, muitas das quais foram depois confiadas a colonos italianos.
Em 1939 a Líbia foi incorporada ao reino da Itália. A colonização não alterou a estrutura econômica do país, mas contribuiu para melhorar a infraestrutura, como a rede de estradas e o fornecimento de água às cidades.
Durante a Segunda Guerra Mundial, o território líbio foi cenário de combates decisivos. Entre 1940 e 1943 houve a campanha da Líbia entre o Afrikakorps do general alemão Rommel e as tropas inglesas. Findas as hostilidades, o Reino Unido encarregou-se do governo da Cirenaica e da Tripolitânia, e a França passou a administrar Fezã. Essas nações mantiveram o país sob forte governo militar.

### Independência

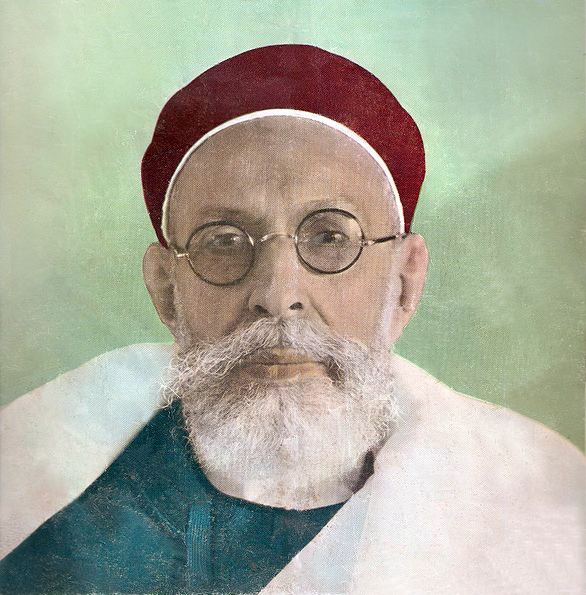
O rei levou o país à independência e foi o seu primeiro líder

Em 24 de dezembro de 1951, a Líbia declarou sua independência como o Reino Unido da Líbia, uma monarquia constitucional e hereditária sob o rei Idris I, único monarca do país. Em 1 de janeiro de 1952, a Assembleia Geral das Nações Unidas aprovou a independência da Líbia, data a partir da qual foi adotado o nome Reino Unido da Líbia. O líder religioso dos sanusis, o emir Saíde Idris Senussi, foi coroado rei com o nome de Idris I (r. 1951–1969). Depois de sua admissão na Liga Árabe, em 1953, a Líbia firmou acordos para a implantação de bases estrangeiras em seu território. Em 1954, houve a concessão de bases militares e aéreas aos norte-americanos. A influência econômica dos Estados Unidos e do Reino Unido, autorizados a manter tropas no país, tornou-se cada vez mais poderosa. A descoberta de jazidas de petróleo em 1959 constituiu, no entanto, fator decisivo para que o governo líbio exigisse a retirada das forças estrangeiras, o que provocou graves conflitos políticos com aquelas duas potências e com o Egito. Em 1961 tem início a exploração do petróleo.

### Era Gadafi
A Era Muamar Gadafi teve início em 1969, quando um grupo de oficiais nacionalistas, de forte alinhamento político-ideológico com o pan-arabismo, derrubou a monarquia e criou a Jamairia (República) Árabe Popular e Socialista da Líbia, muçulmana militarizada e de organização socialista. O Conselho da Revolução (órgão governamental do novo regime) era presidido pelo coronel Muamar Gadafi. O regime de Muamar Gadafi, chefe de Estado a partir de 1970, expulsou os efetivos militares estrangeiros e decretou a nacionalização das empresas, dos bancos e dos recursos petrolíferos do país. Em 1972, a Líbia e o Egito uniram-se numa Confederação de Repúblicas Árabes, que se dissolveu em 1979. Em 1984, a Líbia e o Marrocos tentaram uma união formal, extinta em 1986.
Gadafi procurou desencadear uma revolução cultural, social e econômica que provocou graves tensões políticas com os Estados Unidos, Reino Unido e países árabes moderados (Egito, Sudão). Apoiado pelo partido único, a União Socialista Árabe, aproveitou-se da riqueza gerada pela exploração das grandes reservas de petróleo do país para construir seu poderio militar e interferir nos assuntos dos países vizinhos, como o Sudão e o Chade. O Chade foi invadido pela Líbia em 1980.
Depois da Guerra do Iom Quipur, a Líbia levou seus parceiros árabes a não exportar petróleo para os Estados que apoiaram Israel. Opôs-se à iniciativa do presidente egípcio Anwar al-Sadat, de restabelecer a paz com Israel, e participou ativamente, junto com a Síria, da chamada "frente de resistência" em 1978. Seu apoio à Organização para a Libertação da Palestina (OLP) se intensificou, e a cooperação com os palestinos se estendeu a outros grupos revolucionários de países não árabes, que receberam ajuda econômica Líbia. A rejeição a Israel, as manifestações antiamericanas e a aproximação com a União Soviética, por parte da Líbia, geraram sérios conflitos na década de 1980. As relações da Líbia com os Estados Unidos se deterioraram quando, em 1982, os Estados Unidos impuseram um embargo às importações de petróleo líbio. Em resposta a vários atentados contra soldados americanos na Europa e às acusações de que o governo líbio patrocinava ou estimulava o terrorismo internacional, o presidente Ronald Reagan ordenou, em abril de 1986, um bombardeio da aviação americana a vários alvos militares em Trípoli e Bengazi, em que pereceram 130 pessoas. Gadafi, que perdeu uma filha adotiva quando sua casa foi atingida, manteve-se como chefe político, mas sua imagem internacional deteriorou-se rapidamente.

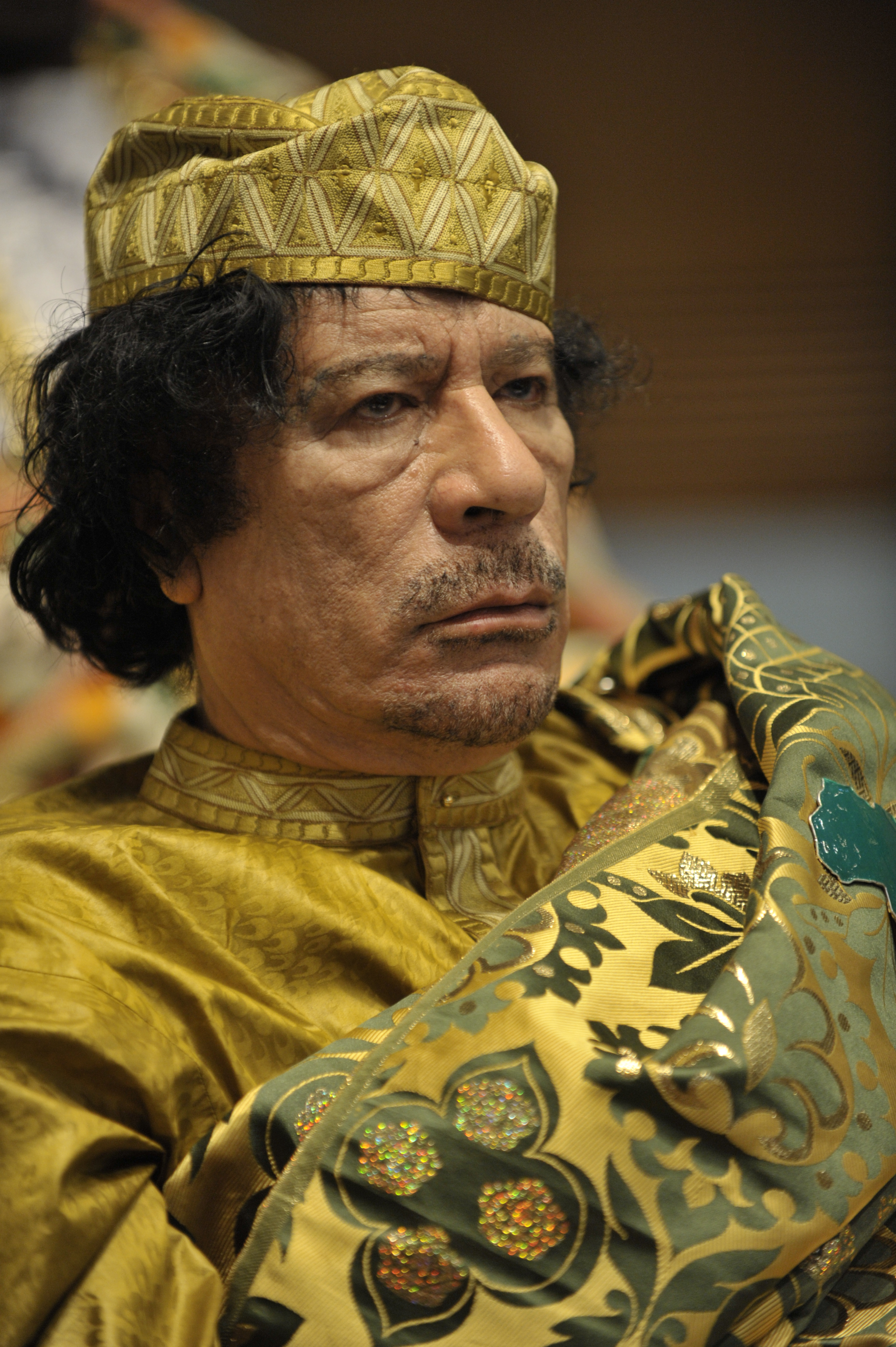
Gadafi na conferência da União Africana em 2009

Para tirar o país do isolamento diplomático, no início da década de 1990 o chefe líbio dispôs-se a melhorar o relacionamento com as potências ocidentais e com as nações vizinhas. Em 1989, a Líbia associou-se à União do Magrebe, um acordo comercial dos Estados do norte da África. Em 1991, durante a Guerra do Golfo Pérsico, a Líbia adotou uma posição moderada, opondo-se tanto à invasão do Cuaite quanto ao posterior uso da força contra o Iraque. Apesar de sua neutralidade no conflito, a Líbia se manteve sob crescente isolamento internacional até meados da década. Em 1992 os Estados Unidos, o Reino Unido e a França, com a aprovação do Conselho de Segurança das Nações Unidas, impuseram pesados embargos ao comércio e ao tráfego aéreo líbio, porque o governo se negava a extraditar os dois líbios suspeitos de terem colocado uma bomba num avião de passageiros norte-americano que explodiu sobre Lockerbie, na Escócia, em 1988, e matou 270 pessoas (Atentado de Lockerbie). Este tipo de sanção repetiu-se nos anos seguintes, mas Gadafi desrespeitou o bloqueio aéreo militar viajando para Nigéria e Níger, bem como enviando peregrinos a Meca em aviões de bandeira líbia.
Em 1993 a Líbia rompeu relações com o Irão, reagindo contra o crescimento do fundamentalismo islâmico. Em 1994, os líbios retiram-se do Chade. As relações de Gadafi com os palestinianos se deterioraram, à medida que estes se mostraram dispostos a negociar uma paz com Israel, e em setembro de 1995 o dirigente líbio anunciou a expulsão de 30 mil palestinianos que trabalhavam na Líbia. A medida foi suspensa depois da deportação de 1 500 pessoas, e em outubro de 1996 Gadafi anunciou que estas seriam indenizadas. O regime líbio enfrentou uma crescente resistência de parte de grupos religiosos islâmicos, e em 1997 seis oficiais do exército foram fuzilados, acusados de espionagem. Tentando melhorar sua imagem internacional, Gadafi admitiu a possibilidade de conceder a extradição dos dois agentes acusados do atentado de Lockerbie, desde que não sejam julgados nos Estados Unidos ou no Reino Unido.

### Revolução

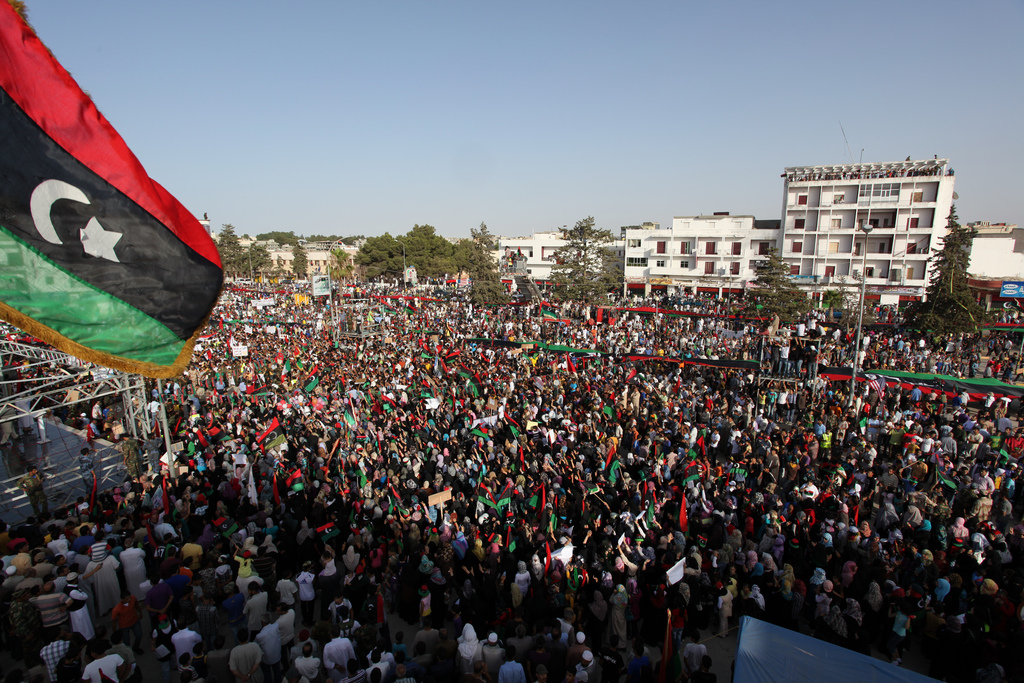
Manifestações contra Muamar Gadafi em Bayda, 22 de julho de 2011

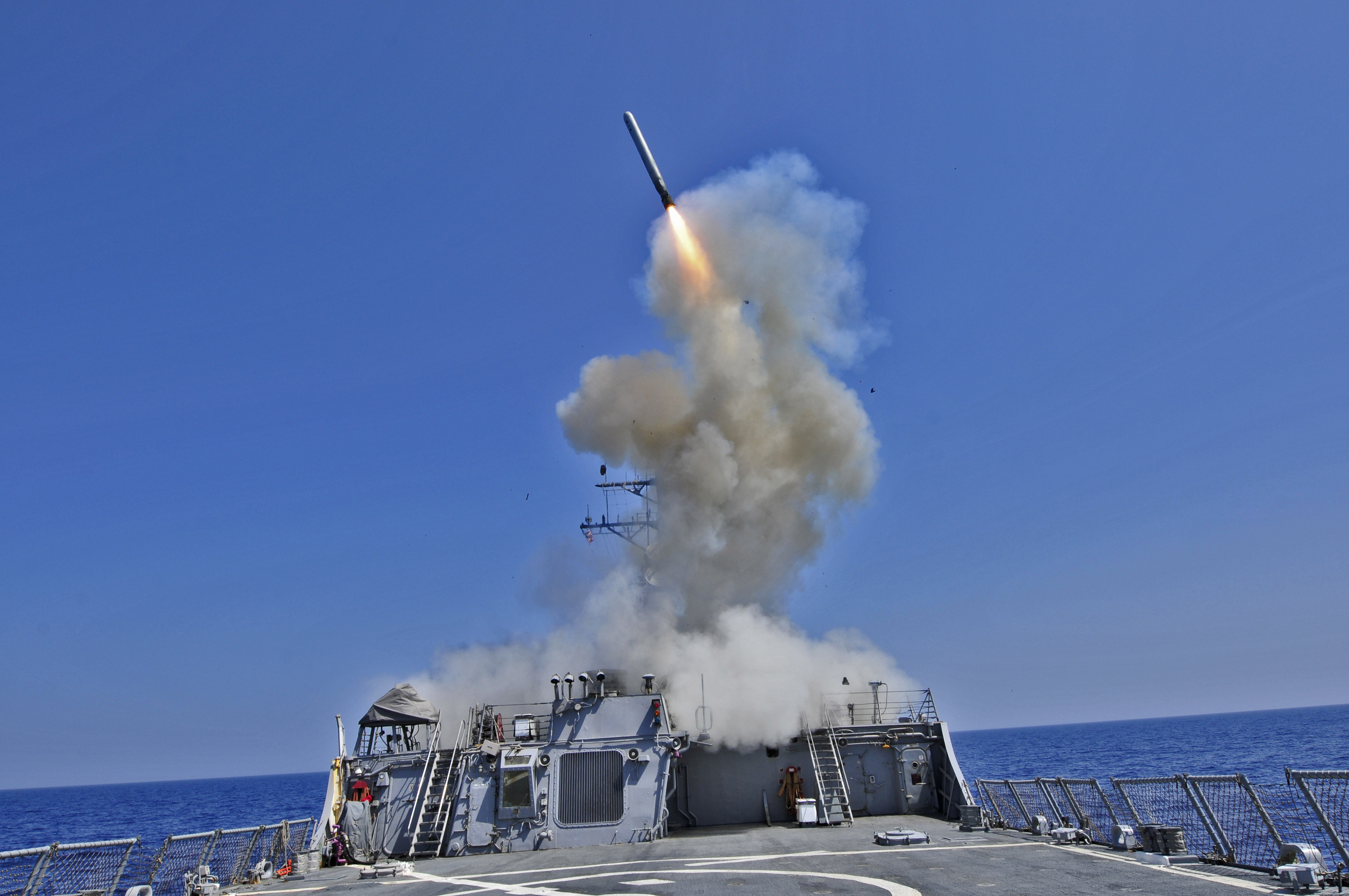
O USS Barry, dos Estados Unidos, dispara um míssil Tomahawk durante a intervenção militar na Líbia em 2011

Em fevereiro de 2011, manifestações (influenciadas pela chamada "Primavera Árabe") contra o governo de Muamar Gadafi (em português, e Muamar Gadafi em Líbio - Árabe) provocaram a morte de dezenas de civis. Os protestos tomaram conta de boa parte do país, incluindo a capital Trípoli. Em 27 de fevereiro, as diferentes facções da oposição Líbia formaram o Conselho Nacional de Transição para administrar as áreas do país controladas por opositores, e também para iniciar uma luta formal para derrubar o então regime líbio. Em março, a França se tornou o primeiro país a reconhecer a legitimidade da organização. Outros países logo também o fizeram.
Utilizando sua superioridade militar, as forças pró-Gadafi empurraram os rebeldes até a região leste da Líbia e cercaram a cidade de Bengazi, que havia se tornado o centro da rebelião. Os soldados de Gadafi foram acusados de cometerem diversos crimes contra a humanidade neste meio tempo. A ONU e diversas nações do mundo condenaram a violência na Líbia e exigiram uma solução pacífica.
No dia 17 de março de 2011, o conselho de segurança das Nações Unidas aprovou a Resolução 1973. Esta resolução dava autoridade a seus países membros de estabelecer uma zona de exclusão aérea sobre a Líbia e garantia o uso de "toda a força necessária para proteger os civis". Dois dias depois, aeronaves de combate francesas, apoiados por aviões e navios americanos, bombardearam alvos militares na Líbia. Em julho de 2011, o Conselho Nacional de Transição foi reconhecido pela ONU como o novo governo líbio.
Em agosto, forças rebeldes, apoiadas pela OTAN, avançaram sobre a capital Trípoli. A cidade caiu após 8 dias de violentos combates. Militantes da oposição continuaram avançando em direção ao oeste do país, tomando várias cidades, incluindo Bani Walid. Em Sirte, onde Muamar Gadafi e suas tropas remanescentes estavam entrincheirados, os rebeldes travaram uma das últimas batalhas da guerra. Depois de quase um mês de combates, a cidade caiu e o ditador acabou sendo morto.
A "libertação" da Líbia foi oficialmente proclamada em 23 de outubro de 2011, apesar de lutas sectárias ainda estarem sendo reportadas. Ao menos 30 mil pessoas foram mortas no conflito. Com a derrocada de Muamar Gadafi do poder, após 40 anos de governo, e com o fim da guerra civil, o país passou a ser oficialmente uma república parlamentarista.

### Guerra civil

Situação militar atual
Sob o controle do governo baseado em Tobruque e Aliados
Sob o controle do Novo Congresso Geral Nacional e Aliados
Sob o controle de forças locais
Sob o controle de forças tuaregues

Em 7 de julho de 2012, os líbios votaram em suas primeiras eleições parlamentares desde o fim do regime de Gadafi. Em 8 de agosto de 2012, o Conselho Nacional de Transição entregou oficialmente o poder ao eleito Congresso Geral Nacional, que foi encarregado da formação de um governo interino e a elaboração de uma nova constituição, a ser aprovada em um referendo em geral.
Em 25 de agosto de 2012, no que parece ser o ataque sectário mais flagrante desde o fim da guerra civil, homens não identificados demoliram uma mesquita sufista com sepulturas, em plena luz do dia e no centro da capital líbia, Trípoli. Esta foi a segunda destruição de um local sufista em dois dias. Em 11 de setembro de 2012, ocorreu o ataque de Bengazi, quando militantes islâmicos foram capazes de atacar com sucesso o consulado estadunidense na cidade para matar o embaixador estadunidense no país, J. Christopher Stevens. Em 7 de outubro de 2012, o primeiro-ministro eleito da Líbia, Mustafa A. G. Abushagur saiu do poder depois de falhar uma segunda vez em conseguir a aprovação parlamentar para um novo gabinete. Em 14 de outubro de 2012, o Congresso Nacional Geral elegeu o advogado de direitos humanos Ali Zeidan como seu primeiro-ministro designado. Zeidan foi empossado após seu gabinete ser aprovado pelo CNG.
Em 25 de março de 2014, o governo líbio abriu o debate sobre a restauração da monarquia no país. "A restauração da monarquia é a solução que irá garantir o retorno à segurança e estabilidade. Contatos já foram feitos e estamos em contato com dignitários e chefes tribais na Líbia e também com o neto do rei Al-Senussi, o Príncipe Mohamed, que mora no exterior", disse o ministro das Relações Exteriores da Líbia, Mohamed Abdelaziz, durante a reunião. A partir de janeiro de 2014, a ilegalidade, as questões de segurança e o partidarismo regional permanecem sendo problemas importantes e, aparentemente, cada vez maiores para o governo interino atual do país.
Em 16 de maio de 2014, o general líbio aposentado Khalifa Haftar lançou um ataque aéreo e terrestre em Bengazi, visando grupos militantes islâmicos entrincheirados na cidade. Este ataque foi feito sem qualquer autorização do governo central. Em 18 de maio de 2014, em Trípoli, o edifício do parlamento foi invadido por tropas leais a Haftar, no que o governo líbio descreveu como uma tentativa de golpe de Estado.
Com a esperança de sufocar a violência e desarmar a luta pelo poder com o general Haftar, em 20 de maio de 2014 a comissão eleitoral anunciou a realização de eleições parlamentares em 25 de junho de 2014. Haftar afirmava estar limpando a Líbia de elementos militantes islâmicos e terroristas que ele descreve como tendo "infectado o país". Ele proclamou a dissolução do Conselho Nacional Geral e afirmava apontar para o estabelecimento de um governo eleito, sem qualquer ligação com milícias islâmicas. O movimento de Haftar foi recebido com passeatas e manifestações de apoio por milhares de cidadãos líbios em Trípoli, Bengazi e em outras cidades líbias.

## Geografia

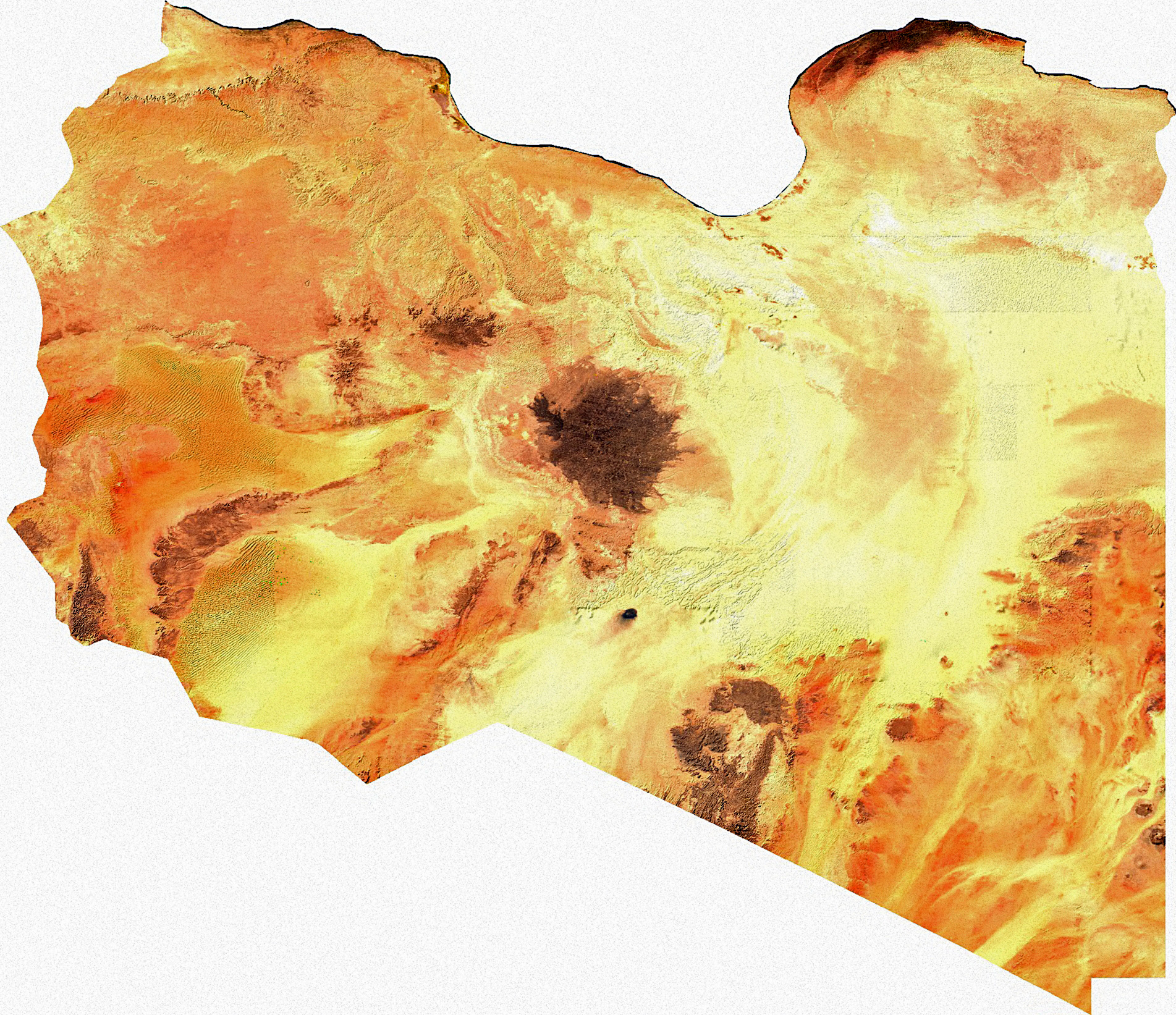
Imagem de satélite do território líbio

A Líbia situa-se no Norte de África, banhada pelo mar da Líbia, uma parte (reentrância) do mar Mediterrâneo, ladeada pelo Egito a leste e pela Tunísia e Argélia a oeste. Ao sul limita-se com o Níger e Chade e, a sudeste, um pequeno trecho com o Sudão. Divide-se em três regiões geográficas: a Cirenaica, a Tripolitânia e a Fazânia. Ao longo da costa, o clima é mediterrânico, mas o interior é o deserto muito seco do Saara, de onde por vezes sopra um siroco quente, seco e carregado de poeira, conhecido no país como ghibli. No deserto também são comuns tempestades de poeira de areia. Os recursos naturais principais do país são o petróleo, gás natural e gesso.
Mas, além disso, a Líbia - assim como o Egito, o Chade e o Sudão, na parte oriental do deserto do Saara - repousa sobre o Sistema Aquífero Arenito da Núbia, a maior reserva de água subterrânea existente no mundo, que abrange uma enorme área, que, segundo as estimativas, contém 150 000 km³ de água. A maior parte do suprimento de água da Líbia provinha de dispendiosas usinas de dessalinização, situadas no litoral, de modo que havia pouca água para destinar à irrigação. O aquífero historicamente usado em Trípoli estava contaminado e seu grau de salinidade estava aumentando. Em 1983, um grande projeto de engenharia, conhecido como Grande Rio Artificial, foi criado para o abastecimento da região costeira do país e para expandir a agricultura através da irrigação, com aproveitamento da água desses aquíferos do deserto.

### Deserto da Líbia

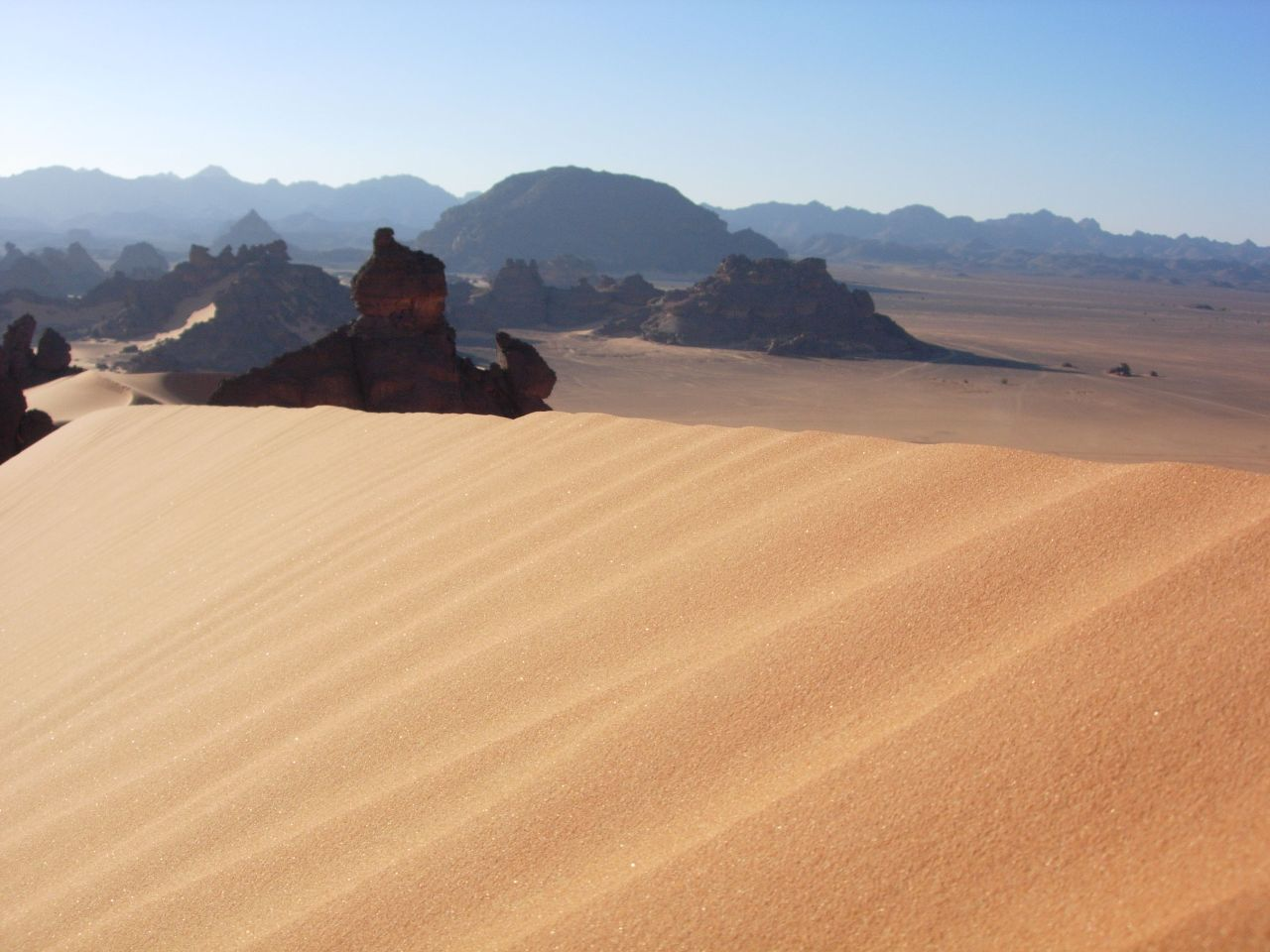
Deserto da Líbia

O deserto da Líbia, que abrange grande parte do país, é um dos lugares mais áridos e calcinados pelo Sol na Terra. Em alguns lugares, décadas podem passar sem nenhuma precipitação e mesmo nas planícies as chuvas raramente acontecem, em média uma vez a cada 5-10 anos. Em Ueinate, na tríplice fronteira Líbia-Egito-Sudão, última chuva registrada foi em setembro de 1998.
Da mesma forma, a temperatura no deserto da Líbia pode ser extrema; em 13 de setembro de 1922, a cidade de Al 'Aziziyah, que está localizada a sudoeste de Trípoli, registrou uma temperatura de 58°C, considerado um recorde mundial. Em setembro de 2012, no entanto, o recorde mundial de 58°C foi revogado pela Organização Meteorológica Mundial.
Existem alguns oásis pequenos, desabitados e dispersos, geralmente ligados às depressões maiores, onde a água pode ser encontrada cavando a alguns metros de profundidade. No oeste, há um grupo amplamente disperso de oásis em depressões rasas desconectadas, o grupo Cufra, composto por Tazerbo, Rebianae e Cufra. Além das escarpas, a planicidade geral só é interrompida por uma série de planaltos e maciços perto do centro do deserto, em torno da convergência das fronteiras entre Egito, Sudão e Líbia. Um pouco mais ao sul estão os maciços de Arkenu, Ueinate e Kissu. Essas montanhas de granito são antigas, formadas muito antes dos arenitos que as cercam. Arkenu e Ueinate Ocidental são complexos muito semelhantes aos das Montanhas de Aïr. O Ueinate Oriental (o ponto mais alto do deserto da Líbia) é um planalto de arenito elevado ao lado da parte de granito mais a oeste.
A planície ao norte de Ueinate é pontilhada com características vulcânicas erodidas. Com a descoberta de petróleo na década de 1950 também veio a descoberta de um aquífero maciço por baixo de grande parte da Líbia. A água neste aquífero antecede as últimas eras glaciais e o próprio deserto do Saara. Esta área também contém as estruturas de Arkenu, que podem ser duas crateras de impacto.

### Fauna
A Líbia tem sido um estado pioneiro no Norte de África na protecção de espécies, com a criação da área protegida de El Kouf em 1975. A queda do regime de Muammar Kadhafi encorajou uma intensa caça furtiva: "Antes da queda de Kadhafi até as armas de caça foram proibidas. Mas desde 2011, a caça furtiva tem tido lugar com armas de guerra e veículos sofisticados nos quais até 200 cabeças de gazelas podem ser encontradas mortas por milicianos que caçam para passar o tempo. Estamos também a assistir ao aparecimento de caçadores sem qualquer ligação com as tribos que tradicionalmente praticam a caça. Filmam tudo o que encontram, mesmo durante a época de reprodução. Mais de 500 000 aves são mortas desta forma todos os anos, quando áreas protegidas foram apreendidas por chefes tribais que se apropriaram delas. Os animais que lá viviam desapareceram todos, caçados quando são comestíveis ou libertados quando não são", explica o zoólogo Khaled Ettaieb.

## Demografia
A Líbia é um país grande, com uma população relativamente pequena, concentrada principalmente ao longo da costa. A densidade populacional é de cerca de 50 pessoas por km² nas duas regiões do norte (Tripolitânia e Cirenaica), mas essa taxa cai para menos de uma pessoa por km² em outras regiões. 90% das pessoas vivem em menos de 10% da área do país, principalmente ao longo do litoral. Cerca de 88% da população é urbana, principalmente concentrada nas três maiores cidades, Tripoli, Bengazi e Misurata. A Líbia tem uma população de cerca de 6,5 milhões de habitantes, 27,7% dos quais têm até 15 anos de idade. Em 1984, a população era de 3,6 milhões, um aumento de 134% em relação ao 1,54 milhão relatado em 1964.
A língua oficial da Líbia é o árabe. O árabe líbio, a variante local, é falada ao lado do árabe padrão. Várias línguas berberes também são faladas, incluindo tamaxique, gadamis, nafusi, sucna e aujila. Além disso, o italiano e o inglês são amplamente entendidos nas principais cidades, sendo que o primeiro é usado no comércio e ainda é falado entre a população italiana restante.

### Composição étnica

Mapa dos grupos étnicos da Líbia

Existem cerca de 140 tribos e clãs na Líbia. A vida em família é importante para os líbios, a maioria dos quais vivem em blocos de apartamentos e outras unidades habitacionais independentes, com modos precisos de habitação em função da sua renda e riqueza. Embora na Líbia os árabes tradicionalmente tenham vivido em estilos de vida nômade, eles já se estabeleceram em várias vilas e cidades. Devido a isso, seus antigos modos de vida estão gradualmente desaparecendo. Um pequeno número desconhecido de líbios continua a viver no deserto, como suas famílias têm feito por séculos. A maior parte da população tem trabalho na indústria e nos serviços, e uma pequena porcentagem na agricultura.
Segundo a Pesquisa Mundial de Refugiados de 2008, publicado pelo Comitê para Refugiados e Imigrantes dos Estados Unidos, a Líbia acolheu uma população de refugiados e requerentes de asilo que somavam aproximadamente 16 mil em 2007. Deste grupo, cerca de nove mil pessoas eram da Palestina, 3 200 do Sudão, 2 500 da Somália e 1 100 do Iraque. A Líbia teria deportado milhares de imigrantes ilegais em 2007, sem dar-lhes a oportunidade de requerer asilo. Os refugiados enfrentam discriminação de funcionários líbios quando se deslocam no país e quando procuram emprego.

### Religião

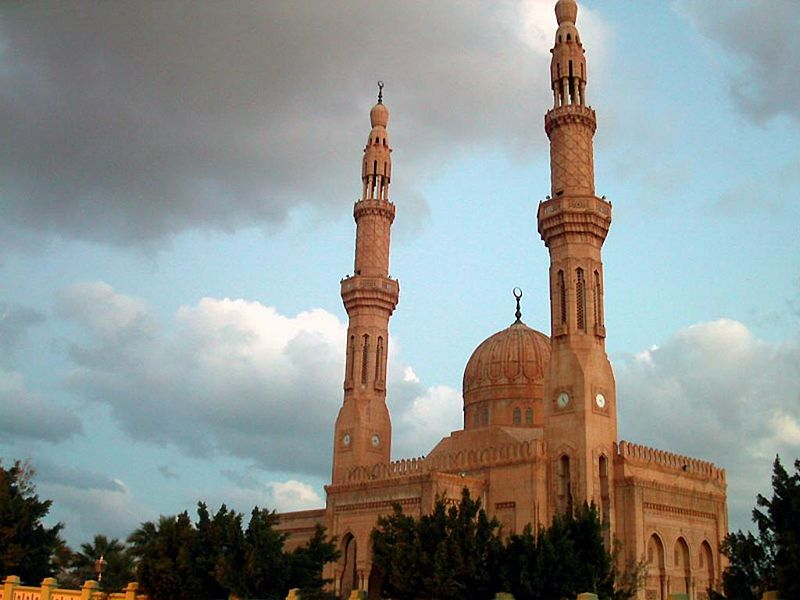
Mesquita Al Badri em Bengazi. 97% da população do país segue o islã

Aproximadamente 97% da população na Líbia é muçulmana, a maioria pertencente ao ramo sunita. Pequeno número de muçulmanos ibadistas, sufistas e ahmadistas também vive no país.
Antes da década de 1930, o movimento senussi era o principal movimento islâmico na Líbia. Este foi um renascimento religioso adaptado à vida no deserto. Sua zawaaya (lar) era encontrada na Tripolitânia e no Fezã, mas a influência senussi foi mais forte na Cirenaica. Resgatando a região da inércia e da anarquia, o movimento senussi deu ao povo tribal apego religioso, além de sentimentos de unidade e propósito. Esse movimento islâmico, que acabou por ser destruído tanto pela invasão italiana como depois pelo governo de Gadafi, era muito conservador e um tanto diferente do islamismo que existe atualmente na Líbia. Gadafi afirmava ser um muçulmano devoto e seu governo estava assumindo um papel no apoio às instituições islâmicas e no proselitismo mundial em nome do islã.
Desde a queda de Gadafi, as tensões ultra-conservadoras do islamismo se reafirmaram em diversos lugares. Derna, no leste da Líbia, historicamente um foco de pensamento jiadista, ficou sob o controle de militantes alinhados ao Estado Islâmico do Iraque e do Levante em 2014.. Elementos jiadistas também se espalharam para Sirte e Bengazi, entre outras áreas, como resultado da Segunda Guerra Civil da Líbia.

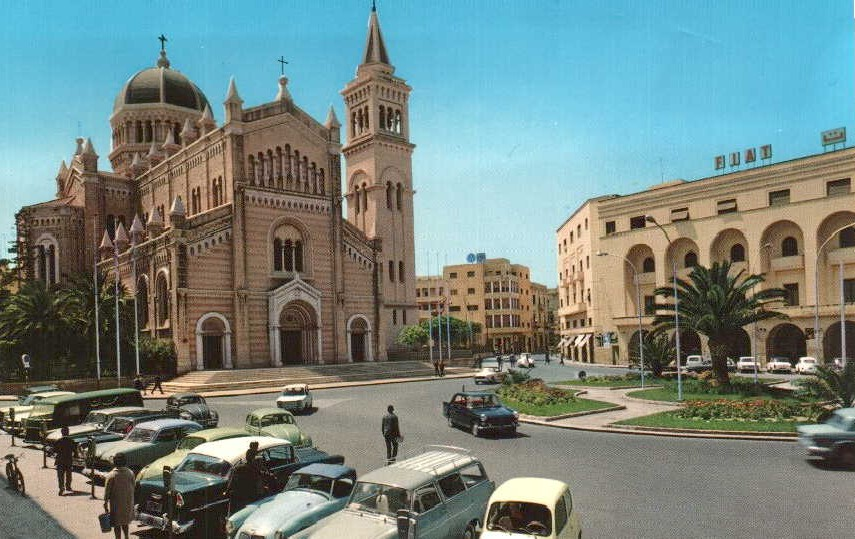
A Catedral de Trípoli antes da sua conversão em uma mesquita

Existem pequenas comunidades estrangeiras de cristãos. O cristianismo copta ortodoxo, que é a Igreja Cristã do Egito, é a maior e mais histórica denominação cristã na Líbia. Existem cerca de 60 mil coptas egípcios na Líbia. Os coptas na Líbia são egípcios. Existem três igrejas coptas na Líbia, uma em Trípoli, uma em Bengazi e uma em Misurata. A Igreja Copta cresceu nos últimos anos no país, devido à crescente imigração de coptas egípcios na Líbia, visto que todos os seguidores do cristianismo no país são estrangeiros que vieram sob permissão de trabalho. Há cerca de 40 mil católicos romanos que são atendidos por dois bispos, um em Tripoli (servindo a comunidade italiana) e um em Bengazi (servindo a comunidade maltesa). Há também uma pequena comunidade anglicana, composta principalmente de trabalhadores imigrantes africanos em Trípoli; é parte da diocese anglicana do Egito. Pessoas já foram presas por suspeita de serem missionárias cristãs, uma vez que o proselitismo religioso é ilegal no país. Os cristãos também enfrentaram a ameaça de violência de islâmicos radicais em algumas partes do país, com um vídeo divulgado lançado pelo Estado Islâmico em fevereiro de 2015, representando a decapitação em massa de cristãos.
A Líbia já foi o lar de uma das comunidades judaicas mais antigas do mundo, que remonta a pelo menos 300 a.C. Em 1942, as autoridades fascistas italianas criaram campos de trabalho forçado ao sul de Trípoli para os judeus, incluindo Giado (cerca de 3 000 judeus), Gariam, Jeren e Tegrena. Em Giado, cerca de 500 judeus morreram de fraqueza, fome e doenças. Em 1942, os judeus que não estavam nos campos de concentração foram fortemente restringidos em sua atividade econômica e todos os homens entre 18 e 45 anos foram para o trabalho forçado. Em agosto de 1942, judeus da Tripolitânia foram internados em um campo de concentração em Sidi Azaz. Nos três anos seguintes a novembro de 1945, mais de 140 judeus foram assassinados e mais centenas foram feridos, em uma série de pogroms.

## Política
A unidade política da Líbia vive em estado de incerteza devido ao colapso da Jamahiriya Árabe da Líbia em 2011 e por uma guerra civil em curso entre o Câmara dos Representantes em Tobruque e seus apoiadores, o Novo Congresso Geral Nacional em Trípoli e seus aliados, além de vários grupos jiadistas e tribais que controlam partes do país.
A antiga legislatura era o Congresso Geral Nacional (CGN), que tinha 200 assentos. O Novo Congresso Geral Nacional, um parlamento rival e em grande parte não reconhecido, baseado na capital de jure de Trípoli, afirma ser uma continuação legal do CGN.
Em 7 de julho de 2012, os líbios votaram em eleições parlamentares, as primeiras eleições livres em quase 40 anos. Cerca de trinta mulheres foram eleitas como membros do parlamento. Os primeiros resultados da votação mostraram a Aliança das Forças Nacionais, liderada pelo ex-primeiro-ministro interino Mahmoud Jibril, como principal grupo político. O Partido Justiça e Construção, afiliado à Irmandade Muçulmana, teve menos popularidade do que partidos similares no Egito e na Tunísia. Ganhou 17 dos 80 assentos que foram disputados pelos partidos, mas cerca de 60 independentes já se juntaram a ele.
Em janeiro de 2013, houve uma crescente pressão pública sobre o Congresso Nacional para elaborar uma nova constituição através de uma Constituinte. O Congresso ainda não decidiu se os membros da Constituinte seriam eleitos ou nomeados.
Em 30 de março de 2014, o Congresso Nacional Geral votou para se substituir pela nova Câmara dos Representantes. A nova legislatura atribui 30 cadeiras para mulheres, têm 200 lugares no geral, com indivíduos capazes de se apresentar como membros de partidos políticos, e permite a candidatura de líbios de nacionalidade estrangeira.
Após as eleições de 2012, a Freedom House melhorou a classificação da Líbia de "não livre" para "parcialmente livre" e agora considera que o país é uma democracia eleitoral. No entanto, na reunião da Comissão dos Assuntos Externos do Parlamento Europeu de 2 de dezembro de 2014, o Representante Especial da ONU, Bernardino León, descreveu a Líbia como uma entidade política "não estatal".
Gadafi fundiu tribunais civis e da sharia em 1973. Os tribunais civis agora empregam juízes da sharia que se sentam em tribunais de recurso regulares e se especializam em casos de apelação da sharia. As leis relativas ao estatuto pessoal derivam da lei islâmica.
Um acordo para formar um governo interino unificado foi assinado em 17 de dezembro de 2015. De acordo com os termos do acordo, seriam formados um Conselho de Presidência de nove membros e um Governo do Acordo Nacional interino composto por 17 membros, com o objetivo de realizar novas eleições dentro de dois anos. A Câmara dos Representantes continuaria a existir como uma legislatura, e um órgão consultivo, conhecido como Conselho de Estado, seria formado com membros nomeados pelo Novo Congresso Geral Nacional.
No dia 2 de fevereiro de 2021, foi realizado o Fórum de Diálogo Político Líbio organizado pela ONU em Genebra, Suíça, os delegados optaram por um Conselho Presidencial com três membros e um primeiro-ministro. No primeiro turno, nenhum candidato alcançou os 70% dos votos. Em uma eleição entre listas em 5 de fevereiro, nenhuma chapa conseguiu os 60% requeridos; a chapa liderada por Aguila Saleh Issa como Presidente do Conselho Presidencial e Fathi Bashagha como primeiro-ministro teve 25 votos, a liderada por Mohamed al-Menfi e Abdul Hamid al-Dabaib teve 20 votos, o liderado por al-Sharif al-Wafi e Muhammad Abdul Latif al-Muntasir obteve 15, e o liderado por Muhammad Hassan Sleiman al-Bargathi e Muhammad Khalid Abdullah Ghweil, 13. Em um terceiro turno entre as duas chapas mais votadas, a lista de Mohamed al-Menfi é então escolhida com 39 votos contra 34 de Aguila Saleh Issa.

## Subdivisões

Distritos da Líbia desde 2007

Desde 2007, a Líbia é dividida em 22 distritos (baladias):
1. Nigatal Homs
2. Zauia
3. Jafara
4. Trípoli
5. Murgube
6. Misurata
7. Sirte
8. Bengasi
9. Marje
10. Jabal Acdar
11. Derna
12. Butnane
13. Nalute
14. Jabal Algarbi
15. Axati
16. Jufra
17. Oásis
18. Gate
19. Uádi Alhaiate
20. Saba
21. Murzuque
22. Cufra

## Economia

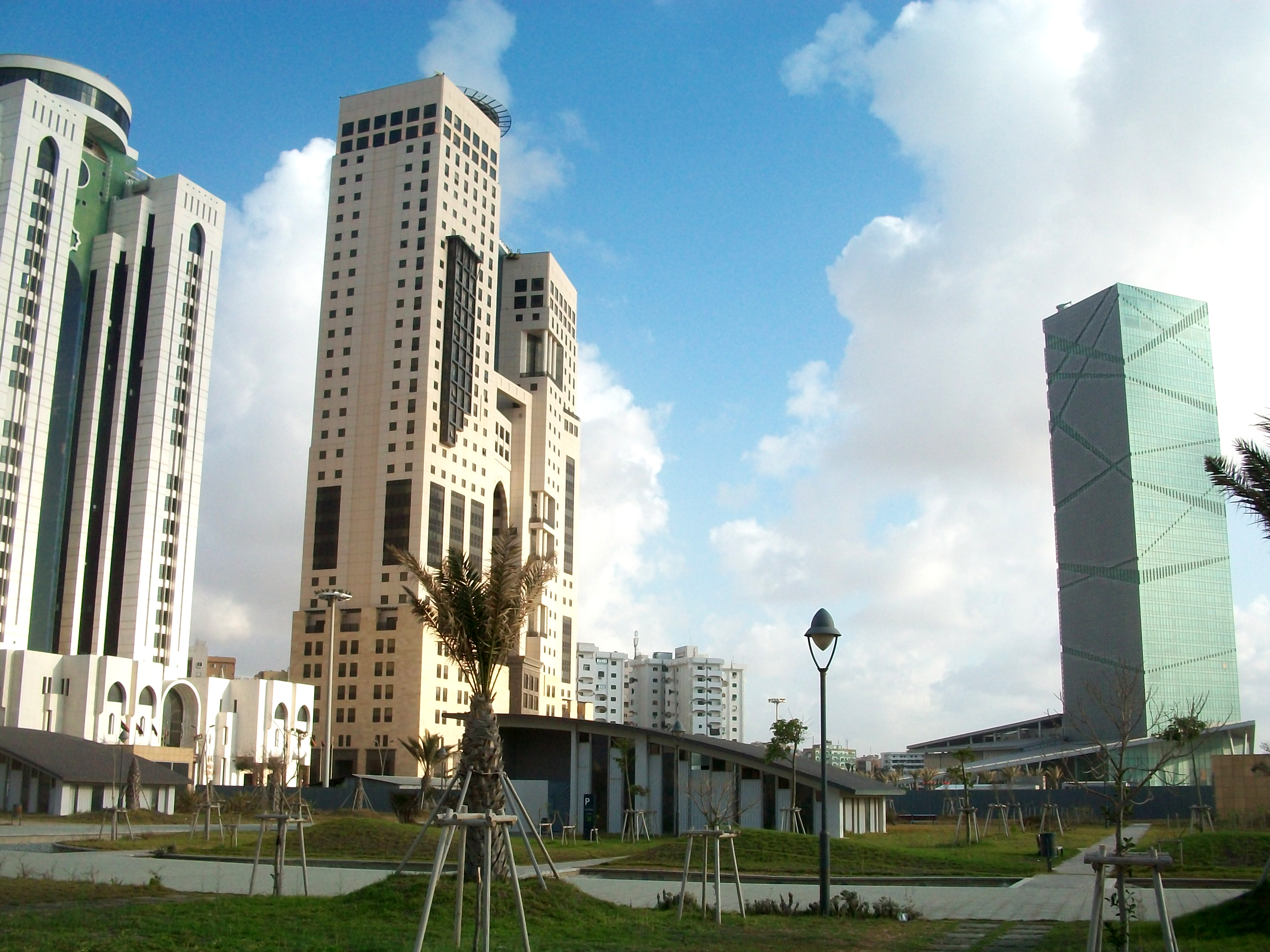
Edifícios comerciais em Trípoli

O país tem reservas de petróleo estimadas de 43,6 bilhões de barris

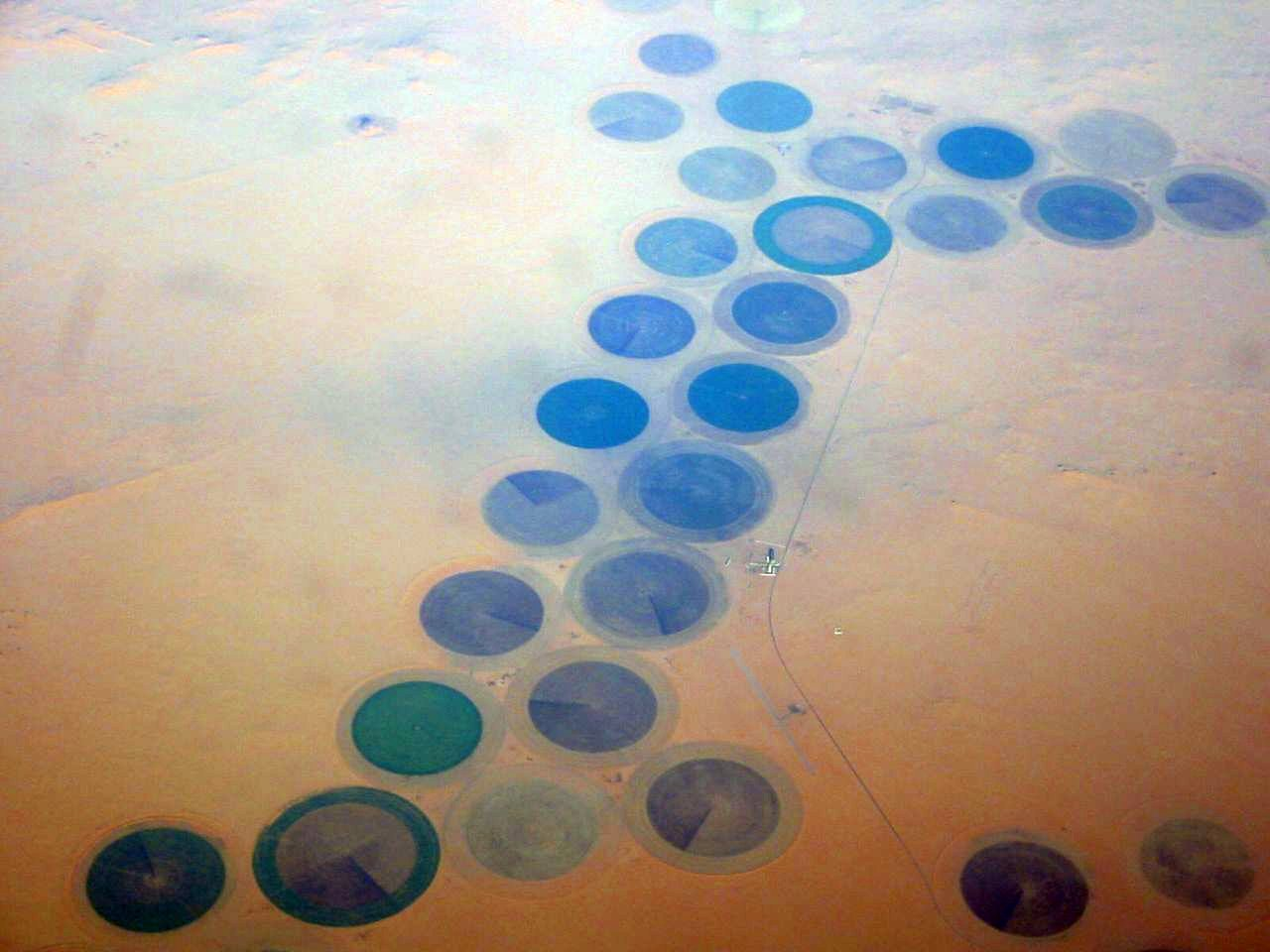
Pivôs centrais de irrigação em Cufra

A economia da Líbia depende principalmente das receitas do setor de petróleo, que representam 80% do PIB e 97% das exportações. A Líbia possui as maiores reservas de petróleo comprovadas na África e é um contribuidor importante para o fornecimento global de petróleo leve e cru. Além do petróleo, outros recursos naturais são gás natural e gesso. O Fundo Monetário Internacional estimou o crescimento do PIB real da Líbia em 122% em 2012 e 16,7% em 2013, após uma queda de 60% em 2011.
O Banco Mundial define a Líbia como uma "economia de renda média alta", juntamente com apenas sete outros países africanos. As receitas substanciais do setor de energia, aliadas a uma pequena população, conferem à Líbia um dos maiores PIB per capita na África. Isto permitiu que o regime da Jamahiriya Árabe da Líbia oferecesse um nível extensivo de segurança social, particularmente nos domínios da habitação e da educação.
A Líbia enfrenta muitos problemas estruturais, incluindo falta de instituições, governança fraca e desemprego estrutural crônico. A economia mostra uma falta de diversificação econômica e uma dependência significativa da mão de obra imigrante. O país tradicionalmente se baseou em níveis insustentáveis de contratação do setor público para criar emprego. Em meados da década de 2000, o governo empregava cerca de 70% de todos os trabalhadores nacionais.
O desemprego aumentou de 8% em 2008 para 21% em 2009. De acordo com um relatório da Liga Árabe, com base em dados de 2010, o desemprego para as mulheres é de 18%, enquanto é de 21% para homens, fazendo da Líbia o único país árabe onde há mais homens desempregados do que mulheres. A Líbia possui altos níveis de desigualdade social, altas taxas de desemprego juvenil e disparidades econômicas regionais. O abastecimento de água também é um problema, com cerca de 28% da população sem acesso a água potável em 2000.
A Líbia importa até 90% de seu consumo de cereais e as importações de trigo em 2012/13 foram estimadas em cerca de 1 milhão de toneladas. A produção de trigo de 2012 foi estimada em cerca de 200 mil toneladas. O governo espera aumentar a produção de alimentos para 800 mil toneladas de cereais até 2020. No entanto, as condições naturais e ambientais limitam o potencial de produção agrícola da Líbia. Antes de 1958, a agricultura era a principal fonte de receita do país, representando cerca de 30% do PIB. Com a descoberta do petróleo em 1958, o tamanho do setor agrícola diminuiu rapidamente, compreendendo menos de 5% de PIB até 2005. O país entrou para a Organização dos Países Exportadores de Petróleo (OPEP) em 1962. A Líbia não é membro da Organização Mundial do Comércio (OMC), mas as negociações para a sua adesão começaram em 2004. No início dos anos 1980, a Líbia era um dos países mais ricos do mundo, sendo que seu PIB per capita era maior que o de alguns países desenvolvidos.

Principais produtos de exportação da Líbia em 2019

Em agosto de 2011, após uma revolução que foi seguida por uma guerra civil em curso, estimou-se que levaria pelo menos 10 anos para reconstruir a infraestrutura do país. Mesmo antes da guerra de 2011, a infraestrutura da Líbia estava em mau estado devido à "absoluta negligência" pela administração de Gadafi, de acordo com o NTC. Em outubro de 2012, a economia se recuperou do conflito de 2011, com a produção de petróleo voltando para níveis quase normais. A produção de petróleo foi de mais de 1,6 milhão de barris por dia antes da guerra. Em outubro de 2012, a produção média de petróleo superou 1,4 milhão de barris diários. A retomada da produção foi possível devido ao rápido retorno das principais empresas ocidentais, como Total S.A, ENI, Repsol, Wintershall e Occidental.

## Infraestrutura

### Saúde
Em 2010, os gastos com saúde representaram 3,88% do PIB do país. Em 2009, havia 18,71 médicos e 66,95 enfermeiras para cada 10 000 habitantes. A expectativa de vida ao nascer era de 74,95 anos em 2011, sendo 72,44 anos para homens e 77,59 anos para mulheres.

### Educação
A população da Líbia inclui 1,7 milhão de estudantes, mais de 270 000 dos quais estudam no nível superior. A educação básica na Líbia é gratuita para todos os cidadãos, e é obrigatória até o nível secundário. A taxa de alfabetização de adultos em 2010 foi de 89,2%.

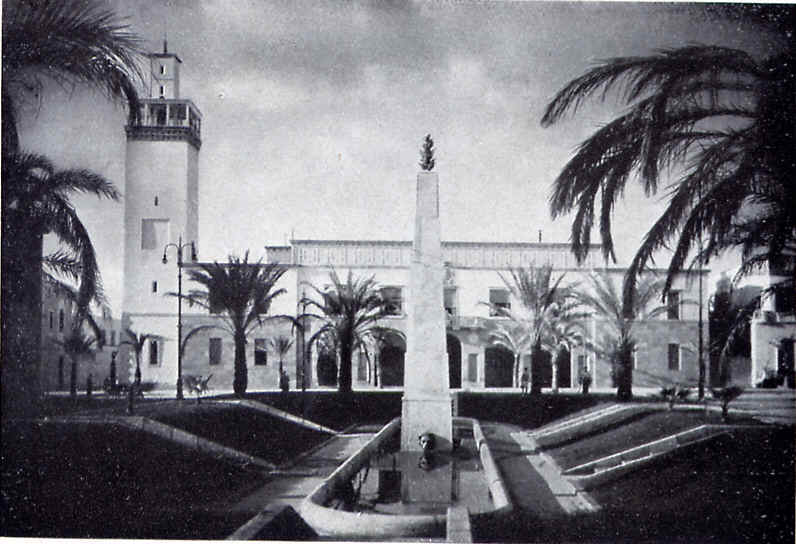
Al Manar Royal Palace no centro de Benghazi - a localização do primeiro campus da Universidade da Líbia, fundado por decreto real em 1955.

Após a independência da Líbia em 1951, sua primeira universidade – a Universidade da Líbia – foi estabelecida em Benghazi por decreto real. No ano letivo de 1975-1976, o número de estudantes universitários foi estimado em 13 418. A partir de 2004, esse número aumentou para mais de 200 000, com mais 70 000 matriculados no setor técnico e profissional superior. O rápido aumento do número de estudantes no ensino superior refletiu-se no aumento do número de instituições de ensino superior.
Desde 1975, o número de universidades aumentou de duas para nove e, após a sua introdução em 1980, o número de institutos superiores técnicos e profissionais é atualmente de 84 (com 12 universidades públicas). Em 2007, algumas novas universidades privadas, como a Universidade Médica Internacional da Líbia, foram estabelecidas. Embora antes de 2011 um pequeno número de instituições privadas tenha sido credenciado, a maior parte do ensino superior da Líbia sempre foi financiado pelo orçamento público. Em 1998, a dotação orçamentária para a educação representou 38,2% do orçamento nacional total da Líbia.

## Cultura

### Gastronomia

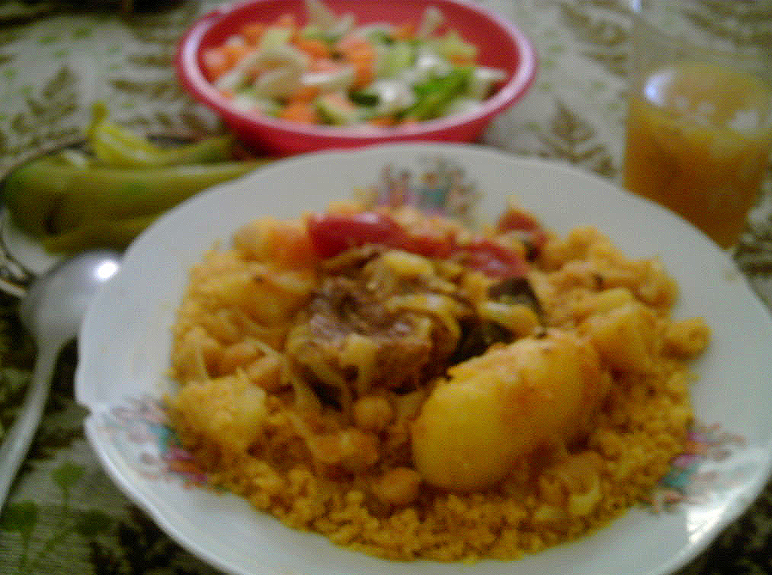
Cuscuz, uma refeição tradicional líbia popular e originária do norte da África

A cozinha líbia é uma mistura das culinárias árabe e do Mediterrâneo, com uma forte influência italiana. O legado da Itália, da época em que a Líbia era uma colônia italiana, pode ser visto na popularidade das massas nos seus cardápios, particularmente macarrão.

### Esporte

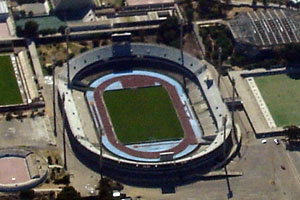
Estádio de Trípoli

Embora sempre tenha existido grande paixão do povo local pelas tradições árabes, tem crescido naturalmente no país um movimento de inclusão e difusão de diversos esportes pela população nativa. Exemplos são a Liga da Líbia, de basquete, que embora com pouca projeção vem crescendo, e a Supertaça Líbia de Futebol, principal fonte de atletas para a seleção de futebol.